# Chandoori, Aurad
Chandoori là một làng thuộc tehsil Aurad, huyện Bidar, bang Karnataka, Ấn Độ.